# مگس‌مرغ تاج‌بنفش
مگس‌مرغ تاج‌بنفش (نام علمی: Leucolia violiceps) یک گونه مگس‌مرغ با جثه متوسط، 10 سانتی‌متر طول و وزن تقریباً 5 گرم است.
زیستگاه زادآوری در بوته‌های خشک جنوب شرق آریزونا در ایالات متحده تا جنوب غربی مکزیک (جزایر آسمان مادرئن) است و معمولاً یک گونه کوهستانی است. در خارج از محدوده زادآوری خود، گاهی اوقات از جنوبی‌ترین نقطه کالیفرنیا به جنوب غرب تگزاس منحرف می‌شود. ماده در یک مکان محافظت‌شده در یک درختچه یا درخت آشیانه می‌سازد. ماده‌ها دو تخم سفید می‌گذارند. این مگس‌مرغ تا حدی مهاجر است و در طول زمستان از شمالی‌ترین مناطق عقب نشینی می‌کند.
این پرندگان از شهد گل‌ها و درختان گلدار با استفاده از زبان بلند قابل گسترشتغذیه می‌کنند یا حشرات را در پرواز شکار می‌کنند.